# Heloderma suspectum suspectum
Heloderma suspectum suspectum is een ondersoort van het gilamonster (Heloderma suspectum), dat behoort tot de familie korsthagedissen (Helodermatidae).
De wetenschappelijke naam van de ondersoort werd voor het eerst voorgesteld door Cope in 1869.
De ondersoort kenmerkt zich door een meer netvormige tekening van roze tot geeloranje vlekken op een zwarte basiskleur in vergelijking met de andere ondersoort; Heloderma suspectum cinctum.